# Кубок Президента Туркменистана
Кубок президента Туркменистана (туркм. Türkmenistanyň Prezidentiniň kubogy) — международный товарищеский турнир по футболу в Туркменистане, который был создан в 1994 году. Турнир, посвящён Дню Государственного флага Туркменистана. Призовой фонд составляет 35000 долларов США. Победитель получает 20000 долларов США вместе с Кубком Президента, серебряный призёр — 10000 долларов, бронзовый призёр — 5000 долларов США. С 2012 года проведение турнира перенесено с февраля на сентябрь.
Международный турнир футбол традиционно проводится в Ашхабаде и является очень популярным в регионе. За историю своего существования, за Кубок Президента боролись команды из Армении, Беларуси, Грузии, Казахстана, Кыргызской Республики, Латвии, Литвы, Молдовы, России, Украины, Узбекистана, Таджикистана, Эстонии, Ирана, Турции, Республики Корея, Китая и Таиланда. В 2009 году команда из Бахрейна дебютировала в турнире в Ашхабаде, расширив тем самым географию до 20 стран мира.
За 15 лет Кубок Президента покинул страну три раза — иранский «Эстегал» выиграл трофей в 1998 году, грузинское «Торпедо» Кутаиси в 2002 году и молдавская «Дачия» в 2006 году. Ашхабадская «Ниса» выигрывала турнир четыре раза (1999, 2003, 2004 и 2005). «Копетдаг» и МТТУ выиграли этот кубок по три раза, соответственно (1995,1996 и 2001) и (2007, 2008 и 2009). Сборная футбольных клубов Туркменистана (1997), сборная из Ашхабада (2000), сборная Туркменистана U17 (2012) и сборная Туркменистана U15 (2013) выиграла Кубок Президента по одному разу.

## Победители
| Год        | Финал                | Финал                  | Финал                   | Третье место         | Третье место           | Третье место          | Стадион                                       |
| Год        | Победитель           | Счёт                   | Финалист                | Третье место         | Счёт                   | Четвертое место       | Стадион                                       |
| ---------- | -------------------- | ---------------------- | ----------------------- | -------------------- | ---------------------- | --------------------- | --------------------------------------------- |
| 1995 Обзор | Копетдаг             | 2 : 0                  | Туркменистан            | Металлург (Никополь) | 2 : 0                  | Спартак-мол. (Москва) | Стадион Копетдаг, Ашхабад                     |
| 1996 Обзор | Копетдаг             | 1 : 0                  | Сконто                  | Заря-МАЛС            | 4 : 0                  | Нарва-Транс           | Стадион Копетдаг, Ашхабад                     |
| 1997 Обзор | Туркменистан         | 2 : 1                  | Ворскла                 | Елимай               | 2 : 1                  | Ереван                | Стадион Чандыбил-Ниса, Ашхабад                |
| 1998 Обзор | Эстеглал             | 0 : 0 (7 : 6 пенальти) | Зенит (Санкт-Петербург) | Ниса                 | 1 : 0                  | Ульсан Хёндэ          | Стадион Копетдаг, Ашхабад                     |
| 1999 Обзор | Ниса                 | 3 : 1                  | Туркменистан (до 23)    | Копетдаг             | [ 4 ]                  | Небитчи               | Стадион Копетдаг, Ашхабад                     |
| 2000 Обзор | Ашхабад              | 1 : 0                  | Ахалский велаят         | Балканский велаят    | 3 : 0                  | Гулистон              | Стадион Копетдаг, Ашхабад                     |
| 2001 Обзор | Копетдаг             | 2 : 0                  | Днепр (Днепропетровск)  | ЦСКА-2 (Москва)      | [ 4 ]                  | Таиланд (до 23)       | Стадион «Олимпийский», Ашхабад                |
| 2002 Обзор | Торпедо (Кутаиси)    | 1 : 1 (4 : 2 пенальти) | Туркменистан            | Флора                | 1 : 0                  | Турция (до 21)        | Стадион Копетдаг, Ашхабад                     |
| 2003 Обзор | Ниса                 | 1 : 0                  | Туркменистан U-23       | Атлантас             | 1 : 0                  | Неман (гродно)        | Стадион Копетдаг, Ашхабад                     |
| 2004 Обзор | Ниса                 | 3 : 2                  | Торпедо (Кутаиси)       | Ворскла              | 1 : 0                  | Авиатор               | Стадион Копетдаг, Ашхабад                     |
| 2005 Обзор | Ниса                 | 2 : 1                  | Небитчи                 | Парвоз               | 3 : 2                  | Мика                  | Стадион Копетдаг, Ашхабад                     |
| 2006 Обзор | Дачия                | 4 : 3                  | МТТУ                    | Ворскла              | 1 : 1 (4 : 3 пенальти) | Трактор               | Стадион Копетдаг, Ашхабад                     |
| 2007 Обзор | МТТУ                 | 3 : 2                  | Ашхабад                 | Ворскла              | 0 : 0 (10:9 пенальти)  | Ордабасы              | Стадион «Олимпийский», Ашхабад                |
| 2008 Обзор | МТТУ                 | 2 : 1                  | Ашхабад                 | Иран (до 23)         | 1 : 0                  | Мика                  | Стадион «Олимпийский», Ашхабад                |
| 2009 Обзор | МТТУ                 | 1 : 0                  | Сконто                  | Ашхабад              | 1 : 1                  | Гандзасар             | Стадион «Олимпийский», Ашхабад                |
| 2010 Обзор | Алтын Асыр           | 1 : 0                  | Балкан                  | Турция (до 21)       | 3 : 0                  | Окжетпес              | Стадион «Олимпийский», Ашхабад                |
| 2011 Обзор | Алтын Асыр           | 2 : 1                  | Гандзасар               | Небитчи              |                        | Мерв                  | Стадион «Олимпийский», Ашхабад                |
| 2012 Обзор | Туркменистан (до 17) | 4 : 0                  | Украина (до 17)         | Россия (до 17)       | 3 : 0                  | Таджикистан (до 17)   | Стадион «Ашхабад», Стадион «Копетдаг» Ашхабад |
| 2013 Обзор | Туркменистан (до 15) | 2 : 1                  | Россия (до 15)          |                      |                        |                       | Стадион «Ашхабад», Стадион «Копетдаг» Ашхабад |